# Vanmanenia microlepis
Vanmanenia microlepis är en fiskart som beskrevs av Nguyen 2005. Vanmanenia microlepis ingår i släktet Vanmanenia och familjen grönlingsfiskar. IUCN kategoriserar arten globalt som otillräckligt studerad. Inga underarter finns listade i Catalogue of Life.